# فیلیپ د پلیسیز
فیلیپ د پلیسیز (انگلیسی: Phillipe de Plessis؛ ۱۱۶۵ – ۱۲ نوامبر ۱۲۰۹)، ۱۳مین رئیس بزرگ شوالیه‌های معبد که متولد آنژو فرانسه است که در سال ۱۱۸۹ میلادی به همراه نیروهای مسیحی عازم شرق شد. وی پس از مرگ گیلبرت هورال، رهبری فرقه شوالیه‌های معبد را بر عهده گرفت. همچنین وی نقش مهمی در صلح بین ریچارد و صلاح‌الدین و حفظ آن ایفا کرد.